# Georg Eisler
Georg Eisler (Vienna, 20 aprile 1928 – Vienna, 15 gennaio 1998) è stato un pittore austriaco.

## Biografia
Figlio del compositore Hanns Eisler, per sfuggire al Nazismo a partire dal 1938 si spostò con la madre a Praga, Mosca, Birmingham e Manchester. Qui studiò alla  Salford School of Art, e proseguì la sua formazione come pupillo di Oskar Kokoschka. Tenne la prima personale nel 1946; lo stesso anno fece rientro a Vienna. Tra il 1949 e il 1956 visse una forte crisi artistica, e durante questo periodo lavorò come giornalista e musicista jazz. Dopo un viaggio in Inghilterra e la creazione di un album di bozzetti riprese a tempo pieno l'attività artistica, e a partire dal 1963 ricevette numerosi riconoscimenti, tra cui la medaglia per le scienze e per le arti nel 1974.
Al centro della sua opera ci fu la figura umana, raffigurata in ritratti e in caricature, ma anche in scene di massa. A partire dagli anni '70 i suoi lavori furono progressivamente sempre più ispirati politicamente.